# Chariesthes holzschuhi
Chariesthes holzschuhi là một loài bọ cánh cứng trong họ Cerambycidae.